# M. Vasalis

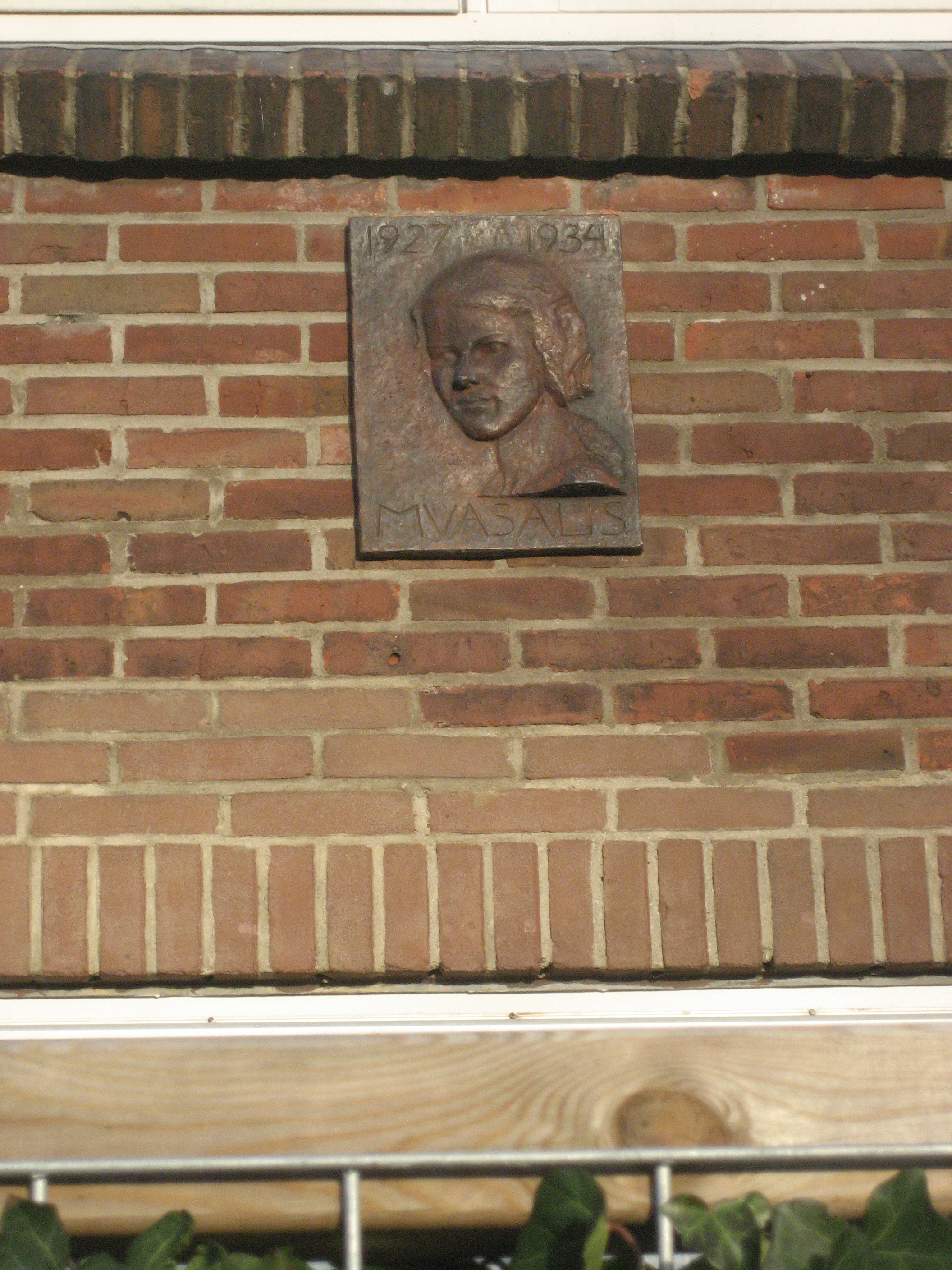
Leiden

M. Vasalis (Hága, 1909. február 13. – Roden, 1998. október 16.) holland költőnő és pszichiáter. Eredeti neve Margaretha Droogleever Fortuyn-Leenmans volt, költői álneve ('M. Vasalis', amelyből az 'M.'-et gyakran el is hagyta) lánykori nevének latinosított változata.

## Élete
Vasalis orvosi majd antropológiai tanulmányokat folytatott a Leideni Állami Egyetemen, végül pszichiátriára és neurológiára szakosodott. 1939-től orvosként dolgozott Amszterdamban, később gyermekpszichiáterként Assenben és Groningenben.
Elismert művész volt, 1974-ben Constantijn Huygens-díjjal, 1982-ben pedig P.C. Hooft-díjjal tüntették ki.

## Művészete
Tradicionális verseket írt, legjellegzetesebb költői eszköze a megszemélyesítések és antropomorfizmusok gyakori használata. Versei sokszor egy vagy több, a természet látványa által kiváltott gondolattal, képpel indulnak s a lírai én önreflexiójával zárulnak. 
Vasalis költői életművében a pillanatnyi valóság jelenségeit az örökkévalóság, időtlenség dimenziójában ábrázolja. A valóság az olvasónak kaotikus és töredezett képet mutat. A költőnő az összefüggéseket kutatja, a kaotikus valóságban fellelhető harmóniát; kapcsolatok feltárásával kísérli meg helyreállítani az egységet. Mindezek miatt Vasalis költészetét neoszimbolistának is szokták nevezni.
1940-ben debütált Parken en woestijnen (Parkok és sivatagok) című kötetével. Az ebben szereplő versekben szembetűnő az ellentétek használata (amint azt már a kötetcím is mutatja): rend és káosz, idő és örökkévalóság, kötöttségek és szabadság. Az ellentétek egyetemes emberi problémát reprezentálnak a verseiben, pl. az ember belső meghasonlottságának szimbólumaiként funkcionálnak.
1947-ben jelent meg második, De vogel Phoenix (A Főnix-madár) című kötete, amelyet kisgyermekkorában meghalt fiának, Dicky-nek ajánlott. A versekben személyes élményeit általánosabb érvényű szimbólumokká formálja. A kötet meghatározó témái a szeretet, a bánat és a költői inspiráció.
1954-es harmadik, Vergezichten en gezichten (Látképek és arcok) című kötetében központi helyet kapnak az emberi gyengeségek és a nyelvi kifejezés lehetetlensége.
1954 után néhány esszén és egy versen kívül semmit sem publikált a költő.
2002-ben, posztumusz jelent meg a De oude kustlijn (A régi partvonal) című verseskötete.

## Művei
- 1940 – Onweer [egy novella]
- 1940 – Parken en woestijnen

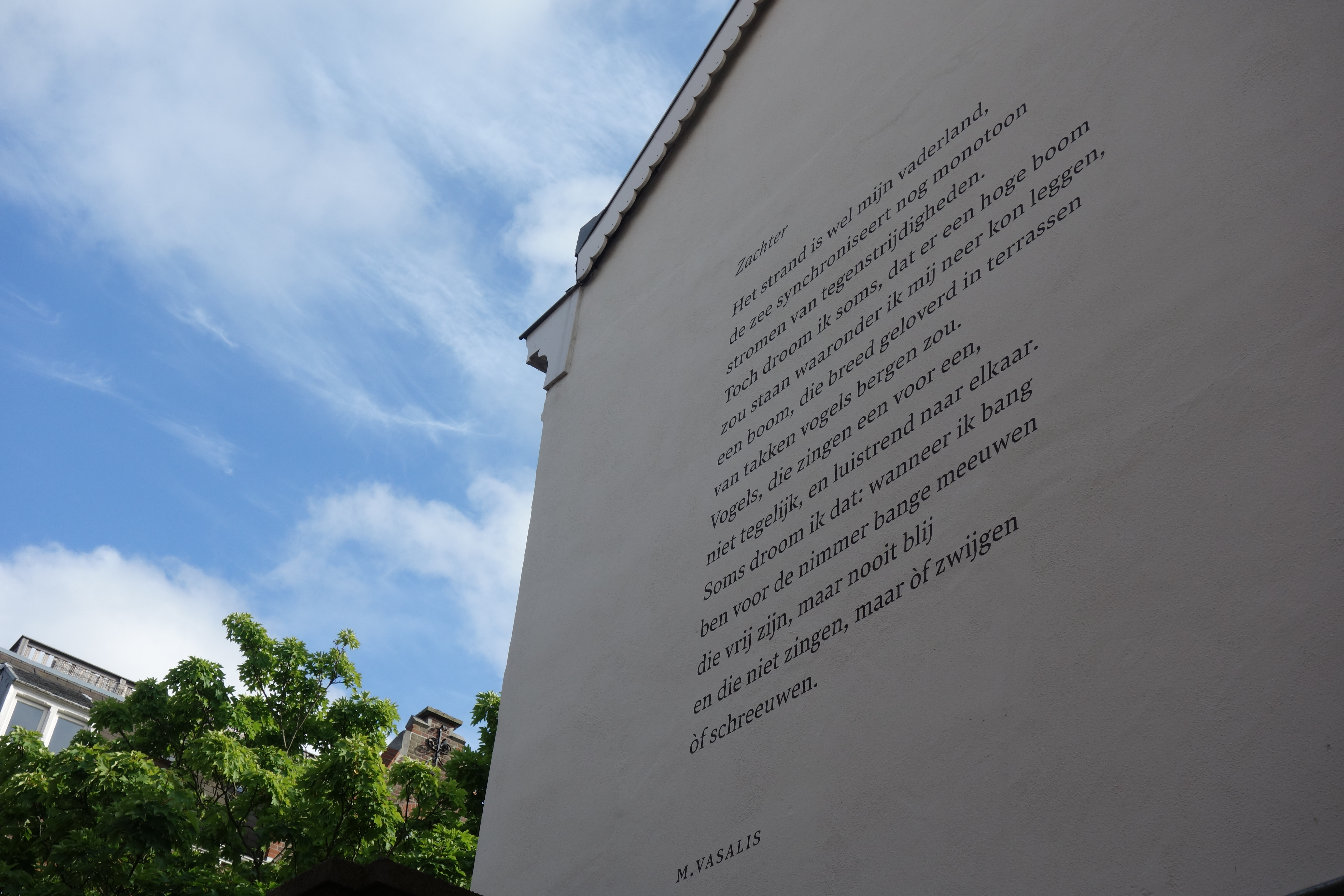
Zachter (Hága)

- 1945 – Fragmenten uit een journaal [esszé]
- 1947 – De vogel Phoenix
- 1952 – Naar aanleiding van Atonaal [esszé]
- 1954 – Vergezichten en gezichten
- 1958 – Kunstenaar en verzet [esszé]
- 1960 – De dichter en de zee [válogatott versei]
- 1982 – Het ezeltje, facsimile [egy vers]
- 2002 – De oude kustlijn, nagelaten gedichten
- 2009 – De amanuensis [hét novellatöredék]

### Magyarul
- Csipke és tulipán. Versantológia; ford. Tóth Z. László; Alterra, Bp., 2007 (4 vers: Egy kis szamár, Tájak, Október, Apály)
- Atlanti szél; ford. Franyó Zoltán; Kriterion, Bukarest, 1978 (1 vers: A Vondel-park egyik fájához)

## Fordítás
- Ez a szócikk részben vagy egészben a Vasalis című holland Wikipédia-szócikk ezen változatának fordításán alapul.  Az eredeti cikk szerkesztőit annak laptörténete sorolja fel. Ez a jelzés csupán a megfogalmazás eredetét és a szerzői jogokat jelzi, nem szolgál a cikkben szereplő információk forrásmegjelöléseként.